# ウエンツ瑛士
ウエンツ 瑛士（、ローマ字表記: Wentz Eiji、1985年10月8日  - ）は、日本のタレント、シンガーソングライター、俳優。本名同じ。愛称はえいちゃん。
東京都武蔵野市出身。父親はドイツ系アメリカ人、母親は日本人。4歳からモデルとして芸能活動を始め、NHK教育テレビ『天才てれびくん』→『天才てれびくんワイド』にてれび戦士としてレギュラー出演。以後テレビドラマなどで俳優として活動する一方、小池徹平とのデュオ「WaT」として歌手活動も行っていた（2016年2月12日をもって解散）。バーニングプロダクション所属。

## 略歴
- 1989年 - モデルデビュー（当時4歳）[注 1]。天使系美少年と呼ばれ、以降、雑誌・CMなどで活躍。
- 1994年 - 劇団四季のミュージカル 『美女と野獣』 のチップ役で役者デビュー（当時9歳）。
- 1995年 - NHKの人気子供番組 『天才てれびくん』において、てれび戦士として5年間レギュラー出演。ダンスユニットZOOの全国ツアーにバックダンサーとして同行。『第46回NHK紅白歌合戦』に、森高千里のバックダンサーとして出演[4]。
- 1996年 - ロックバンドLUNA SEAの「IN SILENCE」のプロモーション・ビデオに出演。
- 1998年 - 『第49回NHK紅白歌合戦』に、西田ひかるのバックダンサーとして出演。
- 2000年 - 5年間にわたりレギュラー出演した『天才てれびくん』を卒業。広告『森の水だより〜美少年編』 （コカ・コーラ社）に出演し、注目される。その後、芸能界を一時引退。
- 2001年 - 日本大学櫻丘高等学校入学。芸能界に復帰。
- 2002年 - NHK大河ドラマ 『利家とまつ』 で森蘭丸役を演じる。この頃からバラエティ番組に進出。小池徹平とシンガーソングライター・デュオWaTを結成。
- 2004年 - 日本大学櫻丘高等学校を卒業。シングル「卒業TIME」で、WaTとしてインディーズCDデビューを果たす。
- 2005年 - TBSの愛の劇場『正しい恋愛のススメ』にてドラマ初主演。熟女や男性とのラブシーンが話題になり、第47回『ザテレビジョンドラマアカデミー賞 新人俳優賞』を受賞。シングル 「僕のキモチ」でユニバーサルミュージックからメジャー・デビュー (WaT)。『第56回NHK紅白歌合戦』 に初出場 (WaT)。
- 2006年 - フジテレビの『あいのり』、『ポンキッキ』などのメインレギュラーに抜擢。『2006 バレーボール世界選手権』 オフィシャルサポーターを務める (WaT)。『第48回日本レコード大賞』 新人賞など、各種賞の受賞 (WaT)。『第57回NHK紅白歌合戦』 に2年連続出場 (WaT)。
- 2007年 - 初主演映画 『キャプテントキオ』公開。主演映画 『ゲゲゲの鬼太郎』公開。シングル「Awaking Emotion 8/5」（映画「ゲゲゲの鬼太郎」主題歌）でソロデビュー。『第58回NHK紅白歌合戦』に3年連続出場 (WaT)。
- 2008年 - 『第31回日本アカデミー賞』新人俳優賞受賞。主演映画『ゲゲゲの鬼太郎 千年呪い歌』公開。『第59回NHK紅白歌合戦』に4年連続出場 (WaT)。
- 2010年 - 初のメッセージエッセイ『できそこないの知』出版。
- 2016年 - 同年2月12日をもってWaTが解散。
- 2018年 - 9月末に以後1年半日本国内での芸能活動を休止すると発表し[5]、10月からイギリス・ロンドンに留学して演技を学ぶと日本テレビの番組『火曜サプライズ』で発表した[5]。
- 2018年 - 9月30日浅草橋ヒューリックホールで『WENTZ EIJI FAN MEETING 2018』を催した。
- 2020年 - 1年半の留学を終え、帰国。3月10日放送の『火曜サプライズ』に出演し、芸能界に復帰することを明らかにした[6]。
- 2021年 - 10月9日のTBSテレビ『オールスター感謝祭』にて、総合優勝。賞金200万円を獲得した。
- 2022年 - 10月19日スタートの『日経スペシャル 60秒で学べるNews』（テレビ東京）[注 2]でMCを務める[7]。
- 2024年 - 7月30日にサンギ 歯が命アワード2024を受賞した[8]。

## 仕事
4歳でモデルとして活動を始める。当時の所属事務所はSugar&Spice。雑誌、CMのほか、NHK教育の子供番組『天才てれびくん』→『天才てれびくんワイド』に小学4年生から5年間レギュラー出演。当時はお笑いキャラではなく二枚目キャラとして子どもと母親から人気を集める。同番組で共演した山崎邦正（当時の番組MC）は、「子どもながらに（全体を）客観的に見ていた」と語っている。
『天才てれびくん』卒業後（14歳）、共演の生田斗真がいるジャニーズ事務所などからスカウトされるが芸能界に興味がないと断り、所属していた事務所も退社して芸能界を一時引退。その後、共通の知人がいた郷ひろみから現在の事務所を紹介されるも芸能活動の意思はなく、断るために事務所を訪れたが、社長に「おお、入れよ」と言われ「は、はい」と即答して高校1年生（15歳）でバーニングプロダクションから芸能界に復帰する。

## 学業
高校受験の際、事務所からは堀越学園への進学を勧められたが、当時は将来就職するつもりでいたため日本大学櫻丘高等学校に進学した。学校推薦で推薦入学した。
高校1年の時に兄の勧めで小中学生を対象とした塾や、個別指導で講師のアルバイトの経験がある。映画『ゲゲゲの鬼太郎』の撮影期間中は、共演子役の内田流果や北乃きいに宿題などを教えていた。
自身で考えた勉強法として「いつ家族が起きてくるかわからない緊張感」「冬は寒くて眠れない」という理由から夜中にリビングで全裸になり勉強する「全裸勉強法」を実践していた、と『踊る!さんま御殿!!』で述べた。2017年時点では英語は話すことができないと述べている。

## 俳優
9歳の時、劇団四季のミュージカル『美女と野獣』のチップ役で役者デビュー。初演のメンバーで半年間公演した。現在も劇団四季が好きで、多くの公演を観ている。
16歳の時、NHK大河ドラマ『利家とまつ〜加賀百万石物語〜』に森蘭丸役で出演し「正確な日本語を使い、凛とした美しさがある」として抜擢された。出演シーンは少ないものの歴代の蘭丸の中でも人気は高い。撮影の際は黒のカラーコンタクトを着用して濃いドーランで白い肌を隠したが、ハーフ特有の顔立ちが災いして役どころが制限されて限界を感じていた。
人気特撮ヒーロー「仮面ライダー」を志望して2度オーディションを受けて落選するも、2005年公開の劇場版『仮面ライダー THE FIRST』に出演（同作の重要な役だが、ライダーではなく怪人役だった）。2005年に『正しい恋愛のススメ』でドラマ初主演し、男性とのキス、母親ほどの熟女とラブシーンなどを演じた。
2006年公開の映画『ラブ★コン』に1カットのみ出演し、チアガールに紛れて乙女メイクに全身ピンクで登場。エンディングロールで「ウエンツ瑛士（ドゲザ出演）」と表示される。
2007年公開の映画『キャプテントキオ』で映画初主演する。
2007年の実写映画『ゲゲゲの鬼太郎』と2008年の『ゲゲゲの鬼太郎 千年呪い歌』で主役の鬼太郎を務め、原作者の水木しげるは「80点満点中77点」と評した（3点の減点は「格好良すぎるから」という理由）。
2008年、『ゲゲゲの鬼太郎』で『第31回日本アカデミー賞』新人俳優賞を受賞した。
2009年に蜷川幸雄演出の舞台『雨の夏、三十人のジュリエットが還ってきた』に出演して以降、2012年『謎解きはディナーのあとで』、2014年『天才執事ジーヴス』、2015年『スコット&ゼルダ』、2017年『紳士のための愛と殺人の手引き』、2018年『リトル・ナイト・ミュージック』に出演した。

## モデル
4歳の時に幼稚園の友人の誘いでモデルを始める。天使系美少年として活躍し、雑誌、「ティンカーベル子供服」「森の水だより」などのCM、LUNA SEAの「IN SILENCE」のPVなどに出演した。14歳の時に清涼飲料水「森の水だより」のCM『森の水だより〜美少年編』で注目され、テレビ・雑誌などで取り上げられる。このオーディションは上海、香港、北京、日本で行われ、多くの候補者たちの中から「瞳が印象的」という理由で選出された。
高校生で身長の伸びが止まって以降、モデルの活動はしていない。
2006年に声で出演したアニメ映画『ブレイブストーリー』のPRでカンヌ国際映画祭を訪問した折に『Jalouse（ジャルーズ）』の元編集長アレキサンドラ・セネスにスカウトされ、同誌に4ページ掲載された。

## 音楽
シンガーソングライター・デュオ「WaT」として小池徹平と音楽活動をしていた。2002年に代々木公園近辺で路上ライブを始め、2003年12月、当初0人だった観客が1000人を越え路上ライブを休止。2004年、WaT として、シングル「卒業TIME」でインディーズデビューする。2005年11月、メジャーデビュー。デビューシングル「僕のキモチ」はオリコンランキングで初登場2位を獲得。同年の『第56回NHK紅白歌合戦』にメジャーデビューから史上最短で初出場を果たす。
担当する楽器は、ギター・ベース・キーボード・ピアノ・タンバリンなど。
7歳からピアノを弾き始めるもすぐに辞めてキーボードを愛用し、10歳からベースを弾き始める。路上ライブでは主にアコースティック・ベースとキーボードを担当していた。ギターは17歳頃から始める。作曲はピアノで、作詞は主にトイレですることが多く、アルバム『卒業TIME〜僕らのはじまり〜』収録の「オトナシ」などはトイレで書き上げた。
Mr.ChildrenやTHE YELLOW MONKEYの大ファンで、吉井和哉を崇拝している。高校の学園祭では友人らと組んだバンドで「バラ色の日々」をカバー。またWaTメジャーデビュー以前にはライブで「SO YOUNG」をカバーしたことがある。ロックバンド系の音楽が好きで、十代の頃などはよくライブハウスにも通っていたらしく、ラジオ番組レコメン!のパーソナリティであるK太郎が「毎週のようにライブハウスで見かけていた」と語っている。
ウエンツ瑛士&ガチャピン&ムックで、レギュラー出演していた「ポンキッキ」のコーナーソング、「ラッキーでハッピー」を子ども達と共に歌い踊る。振り付けはラッキィ池田が担当した。
2007年4月25日、自身が主役を務める映画「ゲゲゲの鬼太郎」の主題歌「Awaking Emotion 8/5」でソロデビュー。オリコンランキングで初登場4位を獲得。
2015年12月6日、品川プリンスステラボールによる8年ぶりの単独ライブ『WaT 10th Anniversary Live 2015』にて2016年2月11日にWaTを解散することを発表した。

## ディスコグラフィ

### シングル
|                                  | 発売日                           | タイトル                             | 規格                             | 規格品番                                                  | オリコン                         |                                  |                                  |                                  |                                  |
| ウエンツ瑛士とガチャピン・ムック | ウエンツ瑛士とガチャピン・ムック | ウエンツ瑛士とガチャピン・ムック     | ウエンツ瑛士とガチャピン・ムック | ウエンツ瑛士とガチャピン・ムック                          | ウエンツ瑛士とガチャピン・ムック | ウエンツ瑛士とガチャピン・ムック | ウエンツ瑛士とガチャピン・ムック | ウエンツ瑛士とガチャピン・ムック | ウエンツ瑛士とガチャピン・ムック |
| -------------------------------- | -------------------------------- | ------------------------------------ | -------------------------------- | --------------------------------------------------------- | -------------------------------- | -------------------------------- | -------------------------------- | -------------------------------- | -------------------------------- |
| #                                | 2007年2月14日                    | ラッキーでハッピー/君に贈る歌        | CD                               | UMCK-5165（ウエンツ瑛士とガチャピン・ムックジャケット盤） | 2位                              |                                  |                                  |                                  |                                  |
| ウエンツ瑛士                     |                                  |                                      |                                  |                                                           |                                  |                                  |                                  |                                  |                                  |
| 1st                              | 2007年4月25日                    | Awaking Emotion 8/5/my brand new way | CD                               | UMCK-5168（ウエンツ瑛士ジャケット盤）                     | 4位                              |                                  |                                  |                                  |                                  |

## 出演

### テレビ番組

#### 現在の出演番組
- 〜通しか知らない究極の一日〜熱狂!1/365日のマニアさん → 熱狂マニアさん!（TBS、2021年12月11日・2022年4月21日・8月16日・10月14日 - ）- MC
- 朝メシまで。（テレビ朝日、2022年10月15日 - ） - MC
- 会話が続く!リアル旅英語（NHK教育テレビ、2024年10月14日 - 28日・2025年4月 - ）- 生徒  [11]

特別番組
- ベストヒット歌謡祭（読売テレビ、2009年11月26日 - 2017年11月15日・2021年11月11日 - ） - 司会
- ○○総選挙（テレビ朝日、2016年5月29日 - 2018年7月8日・2020年7月20日 - ） - MC

#### 過去の出演番組

##### バラエティ番組
- Hayami English Network（中京テレビ、1994年4月4日 - 1996年3月29日）
- 天才てれびくん → 天才てれびくんワイド（1995年 - 2000年、NHK教育テレビ） - てれび戦士
- 力の限りゴーゴゴー!!（フジテレビ系）
- 週刊!特ダ〜ネ家族!!（日本テレビ系、2002年10月17日 - 12月12日）
- プリティ・キッズ（テレビ東京系、2004年10月 - 2005年3月） - 初司会
- ハナタカ天狗（TBS系、2005年4月5日 - 9月27日）
- バリオク!（日本テレビ、2005年10月3日 - 2006年3月27日） - 司会
- Dのゲキジョー 〜運命のジャッジ〜（フジテレビほか、2006年9月15日 - 2007年9月21日）
- 独占!金曜日の告白（フジテレビほか、2007年10月19日 - 2008年3月7日）
- 人生もっと満喫アワー トキめけ!ウィークワンダー（フジテレビ系、2008年10月17日 - 2009年2月6日）
- 脳内エステ IQサプリ（フジテレビ系、2004年4月24日 - 2009年3月14日）
- あいのり（フジテレビ系、2006年4月10日 - 2009年3月23日） - MC
- 検定ジャポン（フジテレビほか、2008年4月4日 - 2008年9月19日） - 隔週レギュラー
- 新しい波16（フジテレビ系、2008年10月13日 - 2009年3月16日） - 司会
- ホンネの殿堂!!紳助にはわかるまいっ（フジテレビ系、2009年5月1日 - 2010年9月24日） - 準レギュラー
- ウソホンティ（フジテレビ系、2009年10月14日 - 2010年3月17日）
- 松岡修造の情熱チャージ 熱血!ホンキ応援団（テレビ朝日系、2009年11月7日 - 2010年8月21日） - サブMC
- お願い!ランキングGOLD（テレビ朝日、2010年10月16日 - 2012年3月10日・2012年9月22日 - 2014年9月27日）
  - お願い!ランキングGOLD presents 眠れる才能テスト（テレビ朝日、2012年4月14日 -　2012年9月8日）
- 世界が驚いたニッポン! スゴ〜イデスネ!!視察団（テレビ朝日、2014年4月13日 - 2018年9月29日） - 司会
  - ニッポン視察団（テレビ朝日、2020年10月3日 - 2023年7月11日） - 司会
- 珍種目No.1は誰だ!? ピラミッド・ダービー（TBS、2016年4月24日 - 2018年3月11日） - 司会
- 七人のコント侍 第13期（NHK BSプレミアム、2016年4 - 5月）
- 行列のできる法律相談所（日本テレビ、2020年4月12日） - 所長
- 火曜サプライズ（日本テレビ、2009年4月7日 - 2018年9月25日・2020年4月14日 - 2021年3月23日） - 司会
- ゼロイチ（日本テレビ、2021年11月6日 - 27日・ほか） - マンスリーゲスト・不定期ゲスト
- 60秒でわかるニュース → 日経スペシャル 60秒で学べるNews（テレビ東京、2022年5月14日・2022年10月19日 - 2024年3月6日） - MC
- ワイドナショー（フジテレビ、2016年1月1日 - 2025年3月16日） - ゲストコメンテーター（不定期）

特別番組
- FNS番組対抗!オールスター春秋の祭典スペシャル（フジテレビ、2017年10月2日 - 2018年4月2日） - 司会
- クイズ!タイムトラベラー（TBS、2020年4月6日） - 司会
- 中居ウエンツとアウトエイジ（日本テレビ、2021年10月3日） - 司会
- ドラフトコント2021（フジテレビ、2021年11月27日） - MC
- 祝50周年!!ガチャピン・ムック誕生日会!みんなともだちSP!（フジテレビ、2023年4月2日） - MC
- シークレットゲームショー （テレビ朝日、2024年2月4日） - 司会（ゲームマスター）

##### 情報番組
- F2・F2-X（フジテレビ、2002年10月 - 2005年4月）
- サキヨミLIVE（フジテレビ系、2008年7月6日 - 2009年9月20日） - キャスター
- スッキリ （日本テレビ、2011年4月 - 2018年9月・2020年4月7日 - 2023年3月） - 火曜日コーナー「WEニュース」担当

##### その他のテレビ番組
- ポンキッキ（フジテレビほか、2006年4月 - 2007年3月）
- 世界ふれあい街歩き（NHK BSプレミアム） - ナレーション（不定期）
- 世界の競馬（NHK BS1） - 司会
- きじまりゅうたの小腹がすきました!（NHK Eテレ、2016年4月16日・6月25日・10月16日・10月30日） - サラリーマン 役

### テレビドラマ
- 救命戦士ナノセイバー（1997年、NHK天才てれびくん） - バーチャルメディカルステーション医療主任・尾岸徹 役
- 利家とまつ（2002年、NHK大河ドラマ） - 森蘭丸 役
- 探偵家族（2002年、日本テレビ） - 友田勇樹 役
- ごくせん 第6話（2002年5月22日、日本テレビ） - 結城正人 役
- ライオン先生（2003年、日本テレビ） - 古田匠 役
- フジ子・ヘミングの軌跡（2003年、フジテレビ） - 大月ウルフ（ウルフ・ヘミング） 役
- ああ探偵事務所 第3話（2004年、テレビ朝日） - 稲葉雄介役
- 正しい恋愛のススメ（2005年、TBS愛の劇場） - 主演・竹田博明 役 - ドラマ初主演作
- 輪舞曲 -RONDO- 第1・2話（2006年、TBS） - 戸田雅人 役
- きらきら研修医（2007年、TBS） - 立岡ケン 役
- のだめカンタービレ 新春スペシャル in ヨーロッパ（2008年、フジテレビ） - フランク・ラントワーヌ 役
- エンゼルバンク〜転職代理人（2010年、テレビ朝日） - 田口僚太 役
- わが家の歴史（2010年、フジテレビ） - 丸山明宏 役
- 永沢君（2013年、TBS） - 花輪君 役
- 日本沈没-希望のひと-（2021年、TBS） - 石塚平良 役[12]
- 石子と羽男-そんなコトで訴えます?- 第6話（2022年8月19日、TBS） -  高梨拓真 役[13]
- 直ちゃんは小学五年生（2022年10月6日 - 13日、テレビ東京） - おなけん 役[14]
- ペンディングトレイン-8時23分、明日 君と 第4話 - 最終話（2023年5月12日 - 6月23日、TBS） - 植村憲正 役[15]
- ギークス〜警察署の変人たち〜 第5話・第8話・第10話・第11話（2024年8月1日・29日・9月12日・19日、フジテレビ） - 馬場園祐樹 役[16]
- プライベートバンカー 第7話（2025年2月20日、テレビ朝日） - 岡田大輔 役[17]

### 映画
- 仮面ライダー THE FIRST（2005年） - 三田村晴彦 / コブラ 役
- ラブ★コン（2006年実写版） - ダンシングよしこ 役 ※カメオ出演
- My Favorite Girl-the movie-（2006年WaT） - 小田切魁 役 ※WaTの楽曲をモチーフにした漫画の実写化/WaT  - 主演
- キャプテントキオ（2007年） - 主役・フルタ 役 ※初主演作
- ゲゲゲの鬼太郎（2007年）　- 主演・鬼太郎 役
  - ゲゲゲの鬼太郎 千年呪い歌（2008年） - 主演・鬼太郎 役
- のだめカンタービレ最終楽章 前編/後編（2009年・2010年、東宝） - フランク・ラントワーヌ 役
- タイガーマスク（2013年） - 主演・タイガーマスク/伊達直人 役
- ヘンリ・ミトワ 禅と骨（2017年） - 若き日のヘンリ・ミトワ 役 [18]
- 湯道（2023年） - DJ FLOW 役[19]

### テレビアニメ
- ゲゲゲの鬼太郎（第5作） （2007年4月29日第5話「呪われた映画」） - カップルの男役

### 劇場アニメ
- ブレイブ・ストーリー（2006年7月8日） - 芦川美鶴 役[20]

### 吹き替え
- トワイライト 特別篇（2010年11月12日、日本テレビ『金曜ロードショー』で放映） - エドワード・カレン 役
- アーサー・クリスマスの大冒険（2011年11月23日） - 主演・アーサー 役[21]
- ジャックと天空の巨人（2013年3月22日） - 主演・ジャック 役（ニコラス・ホルト） 役[22]
- トロールズ ミュージック★パワー（2020年10月2日） - ブランチ 役[23]

### 舞台
- 劇団四季ミュージカル美女と野獣（1995年 - 1996年（半年間公演）） - チップ 役
- WaT Entertainment Show 2004 ACT “do” LIVE Vol.1 「タイトル不明」（2004年）
- WaT Entertainment Show 2004 ACT “do” LIVE Vol.2 「闇の門」（2004年）
- WaT Entertainment Show 2005 ACT “do” LIVE Vol.3 「闇夜のカラス」「タイトル不明」（2005年）
- WaT Entertainment Show 2006 ACT “do” LIVE Vol.4 「スーサイドストア」「IOUJIMA」（2006年）
- 雨の夏、三十人のジュリエットが還ってきた（2009年、シアターコクーン） - 北村次郎 役
- 謎解きはディナーのあとで （2012年8月31日 - 9月9日、天王洲 銀河劇場） - 風祭警部 役
- 天才執事ジーヴス（2014年7月4日 - 13日、日生劇場） - バーティ・ウースター 役
- スコット＆ゼルダ（2015年10月17日 - 11月1日、天王洲 銀河劇場／2015年11月7・8日、大阪新歌舞伎座） - 主演：スコット・フィッツジェラルド 役
- 紳士のための愛と殺人の手引き（英語版）（2017年4月、日生劇場） - モンティ 役 [24]
- リトル・ナイト・ミュージック（2018年4月、日生劇場） - ヘンリック 役
- わたしの耳（2020年9月、新国立劇場 小劇場） - ボブ 役（3人芝居）
- メリリー・ウィー・ロール・アロング（2021年5月） - チャーリー 役
- ブラッド・ブラザーズ（2022年3月21日 - 4月24日、東京国際フォーラム、梅田芸術劇場シアター・ドラマシティ ほか） - エドワード 役
- てなもんや三文オペラ（2022年6月11日 - 8月7日、PARCO劇場 他）- ポール 役[25]
- ショウ・マスト・ゴー・オン（2022年11月7日 - 12月27日、世田谷パブリックシアター 他）- 木戸 役
- ミュージカル「太平洋序曲」（2023年3月8日 - 29日、日生劇場 / 4月8日 - 16日、梅田芸術劇場メインホール） - ジョン万次郎 役（立石俊樹とWキャスト）
- ミュージカル「アンドレ・デジール 最後の作品」（2023年9月12日 - 23日、よみうり大手町ホール / 9月29日 - 10月1日、サンケイホールブリーゼ）- エミール・マルタン 役
- PARCO PRODUCE 2024 舞台「オーランド」（2024年6月29日 - 8月18日、彩の国さいたま芸術劇場 大ホール 他）[26]
- 舞台「WAR BRIDE -アメリカと日本の架け橋 桂子・ハーン-」（2025年8月5日 - 9月14日、よみうり大手町ホール 他） - フランク 役 [27]
- act ACE presents #01 舞台「君に似合う花言葉」（2025年11月7日〈予定〉、CBGKシブゲキ!!）[28]

### WEB番組
- 神崎恵の人生を変えるプロ級100メソッド（ABEMA、2022年4月24日 - 6月12日） - MC

### ラジオ
- ウエンツ瑛士×甲斐翔真の妄想ミュージカル研究所（2024年10月28日 - 、NHK-FM） - MC[29]

### CM
- 富士写真フイルム、写ルンです（1991年）
- バンダイ、きかんしゃトーマス（1992年）
- カルピス株式会社、カルピスキッズ（1994年）
- ティンカーベル、ティンカーベル子供服（1995 - 1997年）
- 味の素ゼネラルフーヅ、フリフリシェイク（1997 - 1998年）
- TDK、TDK'S MD（1999年）
- コカ・コーラ社、森の水だより〜美少年編（2000年）
- 味覚糖株式会社（UHA味覚糖）、e-maのど飴（2003年）
- 株式会社ニチレイ、からあげチキン（2007年）
- 株式会社ニチレイ、本格炒め炒飯（2007年）
- 公共広告機構 、能登半島・ソロモン諸島救済キャンペーン（2007年）
- スカイパーフェクト・コミュニケーションズ、e2 by スカパー! - WaT（2007年 - ）
- 株式会社フジボウアパレル、B.V.D.® Body Gear（2007年 - ）
- ライオン株式会社、デンタークリアMAX（2007年 - 2010年）
- キリンビール株式会社、キリン Sparkling Hop（2007年 - 2009年）
- キャドバリー・ジャパン株式会社、テイカロ キシリクリスタル（2008年 - 2009年）
- ダイハツ工業、ダイハツ・ミラ ココア（2009年）
- Schick、HYDRO（2010年 -）
- 任天堂 「スーパー マリオパーティ」（2018年9月21日 - ） - 田中圭、内田理央、葉山奨之と共演
- サントリー「スピリッツ・鏡月Green」（2022年） - 門脇麦と共演[30]
- 中小企業のチカラ『中⼩企業からニッポンを元気にプロジェクト』[31]

### プロモーション・ビデオ
- LUNA SEA シングル「IN SILENCE」（1996年）
- MIKIKO シングル「I wanna be…」（2002年）
- 髭(HiGE)「ドーナツに死す」(from「キャプテントキオ-SOUND&MUSIC ALBUM-」)（2007年）
- sunny-side up シングル「egg one」内「end of the world」（2007年） - 直筆メッセージボードを持って43人の芸能人と共に一瞬の出演

## 書籍
- できそこないの知（2010年、青志社）
- 「絶望世代」は幸福でいいのだ！（2012年　主婦と生活社）

### 雑誌連載
- JUNON
- VERY
- 読売新聞夕刊（2005年10月 - 2006年03月）コラム「ウエンツ瑛士のラッキーパンチ」
- Duet（2000年10月 - 2008年6月）
- Myojo
- 読売新聞夕刊（2009年4月 - 2009年9月）コラム「ウエンツ瑛士のポタリング的日常」